# شعار حقوق الإنسان

شعار حقوق الإنسان

بدأت فكرة شعار حقوق الإنسان من مبادرة بعنوان «شعار حقوق الإنسان» الدولية والتي انطلقت منذ عام 2010. كان هدفها إنشاء شعار معترف به دوليًا لدعم حركة حقوق الإنسان العالمية. وقد حصل بريدراج ستاكيتش من صربيا على.

## الشعار الفائز
يجمع شعار حقوق الإنسان بين صورة ظليه لليد مع صورة ظليه أخرى لطائر، وإبهام أبيض يمسك بالطائر.  ويعتبر الشعار خطوة أساسية نحو تعزيز حقوق الإنسان على المستوى الدولي. كما يرمز شعار حقوق الإنسان  للحرية من خلال أصابع اليد المفتوحة لسلام والحرية  وحرة كحمامة تطير.
وقد أصبح الشعار متاحا للجميع بدون تكلفة كمنتج مفتوح المصدر. يمكن استخدامه دون ارتباطه بحقوق أخرى ويمكن للجميع استخدامه في جميع أنحاء العالم دون دفع رسوم أو الحصول على تراخيص مسبوقة، فقد تم نشره دون حقوق محفوظة من خلال موقف المسابقة: humanrightslogo.net .

## المنافسة
كان الهدف من مبادرة شعار حقوق الإنسان خلق رمز معترف به دوليًا لحقوق الإنسان. ولهذه الغاية، أطلقت مسابقة تصميم دولية عبر الإنترنت بدأت في 3 مايو 2011 (اليوم العالمي لحرية الصحافة) نداءً عالميًا لتقديم تصميمات الشعارات وطرحها للتصويت. تُعرف المسابقة بأنها واحدة من أكبر مشاريع التعهيد الجماعي الإبداعية وأكثرها تعقيدًا على الإطلاق.
وقد فاز شعار حقوق الإنسان من بين أكثر من 15300 مشاركة من 190 دولة، اختارتها لجنة تحكيم دولية بالاشتراك مع مجتمع العالم الافتراضي «الانترنت» عالميا لحقوق الإنسان. وذلك تعزيزا لاستخدام شعار حقوق الإنسان وأي مادة ذات صلة دون تكلفة لتعزيز حقوق الإنسان وحمايتها.
بحيث استمرت مدة المسابقة ثلاثة اسابيع، انتهت في 23 سبتمبر 2011، وقد تم عرض الشعار لمدة أسبوع خلال فعالية سينما من أجل السلام في مقر الجمعية العامة للامم المتحدة في نيويورك.

## تقديم الشعار الفائز
من بين 100 تصميم عالي التصنيف، تم الإعلان عن الشعار الفائز من خلال لجنة تحكيم دولية بارزة (بما في ذلك المدافعون عن حقوق الإنسان مثل أونغ سان سو كي، وآي ويوي، ومحمد يونس، ومايكل جورباتشيف، وجيمي كارتر) المراكز العشرة الأولى، والتي اختار منها مجتمع الإنترنت الفائزين.

## هيئة المحلفين
وقد عمل العديد من الأشخاص من جميع أنحاء العالم، والذين يهتمون ويناضلون من أجل حقوق الإنسان علنًا أو خلف الكواليس، كهيئة من المحلفين على أساس طوعي إلى جانب كبار المصممين العالميين.:
- Ai Weiwei (artist and human rights activist)
- Angelina Acheng Atyam (human rights activist, winner of the United Nations Human Rights Award)
- Jimmy Carter (Nobel Peace Prize laureate)
- Aung San Suu Kyi (Nobel Peace Prize laureate)
- Waris Dirie (model and human rights activist)
- Shirin Ebadi (Nobel Peace Prize laureate)
- Roland Emmerich (film director and producer)
- Guillermo Fariñas (human rights activist)
- Carolyn Gomes (human rights activist)
- Mikhail Gorbachev (Nobel Peace Prize laureate)
- Mukhtar Mai (human rights activist)
- Somaly Mam (human rights activist)
- Juanes (singer and peace activist)
- Navanethem Pillay (UN High Commissioner for Human Rights)
- Paikiasothy Saravanamuttu (winner of the 2010 Citizens Peace Award of the National Peace Council of Sri Lanka)
- Jimmy Wales (co-founder of Wikipedia)
- George Yeo (former Singaporean Minister for Foreign Affairs and visiting scholar at the Lee Kuan Yew School of Public Policy)
- Muhammad Yunus (Nobel Peace Prize laureate)

وقد شارك وزراء خارجية الدول التالية بالإضافة إلى لجنة التحكيم في المبادرة: (البوسنة والهرسك، كندا، موريشيوس، السنغال، سنغافورة وأوروغواي ، تشيلي، جمهورية التشيك، ألمانيا).

## روابط خارجية
- الموقع الرسمي
- "Video presentation of the Winning logo - A Logo for Human Rights – Fill the Gap, Create a Symbol". مؤرشف من الأصل في 2022-04-20.
- "Creator of the human rights logo". مؤرشف من الأصل في 2012-02-14. اطلع عليه بتاريخ 2011-11-22.
- "Crowdsourcing start-up, which enabled the online competition". مؤرشف من الأصل في 2022-11-03.